# Esposa de Jeroboão

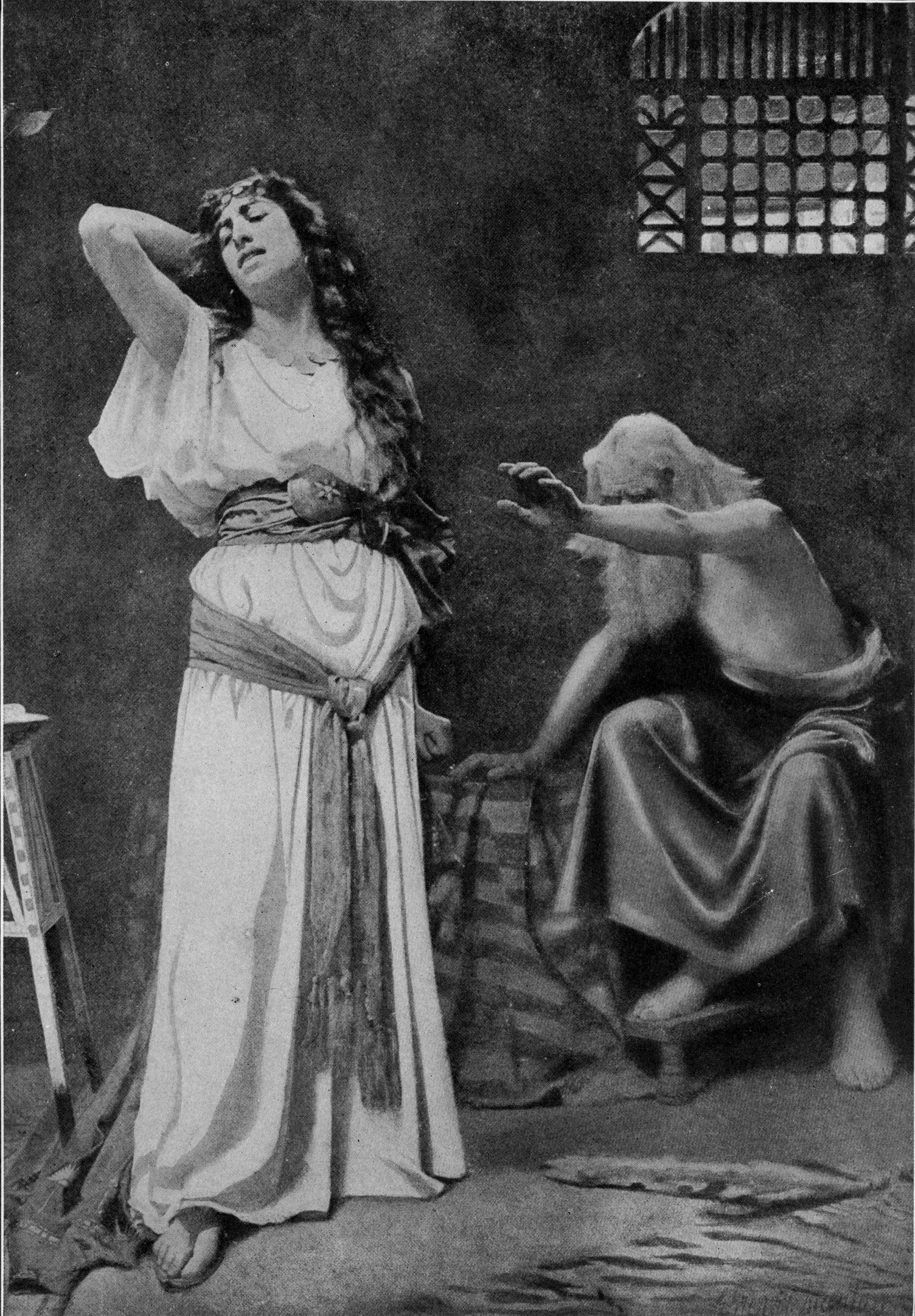
Representação de Aías e da esposa de Jeroboão, por Charles Horne, 1909

A esposa de Jeroboão é uma personagem da Bíblia Hebraica. Ela não é nomeada no texto massorético, mas de acordo com a Septuaginta, ela era uma princesa egípcia chamada Ano. A Septuaginta afirma que ela era a irmã mais velha de Thekemina, esposa de Sisaque I, faraó do Egito, e foi dada a Jeroboão como esposa pelo próprio faraó.
Ela é mencionada em I Reis 14, que descreve como ela visitou o profeta Aías. Seu filho Abias estava doente e, seguindo as instruções de seu marido Jeroboão I, ela se disfarçou e foi até Aías. Embora Aías fosse cego, Deus disse a ele que ela viria e deu a ele uma mensagem para ela. Isso incluiu a morte de seu filho, que morreria assim que a esposa de Jeroboão voltasse para casa em Tirza. Ele é o único da descendência de Jeroboão que seria sepultado, "porque algo de bom se achou nele, para YHWH o Deus de Israel". De acordo com 1 Reis 14:17, seu filho morreu assim que ela cruzou o limiar.
Na Septuaginta, a história é encontrada em 1 Reis 12 após o versículo 24 e difere um pouco do texto massorético.
De acordo com a Enciclopédia Judaica, o bem que Abias fez: "Literatura Rabínica: A passagem, I Reis, xiv. 13, na qual há uma referência a" alguma coisa boa [encontrada nele] para com o Senhor Deus de Israel, "é interpretado (M. Ḳ. 28b) como uma alusão ao ato corajoso e piedoso de Abias ao remover as sentinelas colocadas por seu pai na fronteira entre Israel e Judá para impedir as peregrinações a Jerusalém. Alguns afirmam que ele mesmo fez uma peregrinação."
A esposa de Jeroboão não fala nada na narrativa bíblica. Robin Gallaher Branch a chama de "chata, enfadonha e extremamente triste", enquanto Adele Berlin diz que ela "intencionalmente não é retratada como um indivíduo real por seus próprios méritos", mas que sua caracterização deve ser vista como "o uso efetivo de um personagem anônimo para preencher uma importante função literária". Ao contrário de outras mulheres que tentam salvar seus filhos como a mulher sunamita e viúva de Sarepta, a esposa de Jeroboão aceita as palavras do profeta em silêncio. Em seu livro Antiguidades Judaicas, Flávio Josefo diz que a mulher tem pressa em contar ao marido sobre a profecia do profeta. Josefo também descreve a mulher como "envergonhada e triste" e, portanto, adiciona detalhes sobre o que está escrito na Bíblia. Branch também argumenta que a esposa de Jeroboão foi abusada pelo marido.